# Armadillidium pseudassimile
Armadillidium pseudassimile är en kräftdjursart som beskrevs av Stefano Taiti och Franco Ferrara 1980. Armadillidium pseudassimile ingår i släktet Armadillidium och familjen klotgråsuggor. Inga underarter finns listade i Catalogue of Life.